# Powiat Atsumi
Powiat Atsumi (jap. 渥美郡 Atsumi-gun) – dawny powiat w Japonii, w prefekturze Aichi. W 2005 roku liczył 21 657 mieszkańców.

## Historia[2]

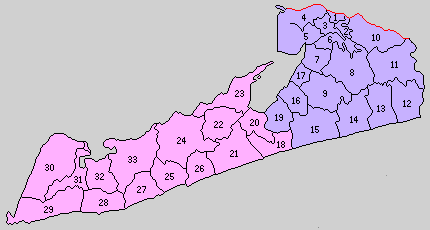
Powiat Atsumi (1–33 – 1889 r.)

W pierwszym roku okresu Meiji na terenie powiatu znajdowały się 1 miejscowość i 134 wioski. Powiat został założony 20 grudnia 1878 roku. Wraz z utworzeniem nowego systemu administracyjnego 1 kwietnia 1889 roku powiat Atsumi został podzielony na 1 miejscowość oraz 32 wioski.
- 7 listopada 1890 – z części wsi Irago została wydzielona wioska Horikiri. (1 miejscowość, 33 wioski)
- 15 kwietnia 1891 – z części wsi Noda została wydzielona wioska Ōkubo. (1 miejscowość, 34 wioski)
- 10 listopada 1891 – w wyniku podziału wsi Ueno powstały wioski Ueta i Noyori. (1 miejscowość, 35 wiosek)
- 3 października 1892 – wioska Tahara zdobyła status miejscowości. (2 miejscowości, 34 wioski)
- 23 czerwca 1893 – wioska Ōkawa zdobyła status miejscowości. (3 miejscowości, 33 wioski)
- 25 stycznia 1895 – miejscowość Toyohashi (豊橋町) powiększyła się o teren wioski Toyohashi (豊橋村). (3 miejscowości, 32 wioski)
- 1 lipca 1896 – z części miejscowości Ōkawa została wydzielona wioska Tanigawa (谷川村). (3 miejscowości, 33 wioski)
- 22 lutego 1897 – wioska Fukue zdobyła status miejscowości. (4 miejscowości, 32 wioski)
- 16 lipca 1906 – miały miejsce następujące połączenia: (4 miejscowości, 17 wiosek)
  - miejscowość Tahara, wioski Aikawa, 童浦村, Ōkubo → miejscowość Tahara,
  - wioski Akabane, Takamatsu, Wakato → wioska Akabane,
  - wioski Horikiri, Waji, Irago → wioska Iragomisaki,
  - miejscowość Fukue, wioski Kiyota, Nakayama → miejscowość Fukue,
  - miejscowość Toyohashi, wioski Toyooka, Hanada → miejscowość Toyohashi,
  - wioski Yoshidagata, Muro → wioska Muroyoshida,
  - miejscowość Ōkawa, wioski Tanigawa, Hosoya, Kosawa → miejscowość Futagawa.
- 1 sierpnia 1906 – miejscowość Toyohashi zdobyła status miasta. (3 miejscowości, 17 wiosek)
- 10 września 1906 – miały miejsce następujące połączenia: (3 miejscowości, 10 wiosek)
  - wioski Sugiyama, Mutsure (六連村) → wioska Sugiyama,
  - wioski Takane, Tonami → wioska Takatoyo,
  - wioski Takashi, Isobe, Fukuoka, Noyori, Ueta, Ōsaki → wioska Takashi.
- 1 września 1932 – wioski Takashi i Muroyoshida zostały włączone do miasta Toyohashi. (3 miejscowości, 8 wiosek)
- 1 stycznia 1955 – miejscowość Tahara powiększyła się o teren wiosek Kanbe i Noda. (3 miejscowości, 6 wiosek)
- 1 marca 1955 – miejscowość Futagawa oraz wioski Takatoyo i Oitsu zostały włączone do miasta Toyohashi. (2 miejscowości, 4 wioski)
- 1 kwietnia 1955 – wioska Sugiyama została podzielona: część została włączona w teren miasta Toyohashi a reszta – miejscowości Tahara. (2 miejscowości, 3 wioski)
- 15 kwietnia 1955 – w wyniku połączenia miejscowości Fukue oraz wiosek Iragomisaki i Izumi powstała miejscowość Atsumi. (2 miejscowości, 1 wioska)
- 1 listopada 1958 – wioska Akabane zdobyła status miejscowości. (3 miejscowości)
- 20 sierpnia 2003 – miejscowość Tahara połączyła się z miejscowością Akabane i zdobyła status miasta. (1 miejscowość)
- 1 października 2005 – miejscowość Atsumi została włączona do miasta Tahara. W wyniku tego połączenia powiat został rozwiązany.